# Турба (Чад)
Турба (фр. Tourba) — город и супрефектура в Чаде, расположенный на территории региона Хаджер-Ламис. Входит в состав департамента Дагана.

## Географическое положение
Город находится в западной части Чада, к юго-востоку от озера Чад, на высоте 282 метров над уровнем моря.
Населённый пункт расположен на расстоянии приблизительно 80 километров к северо-северо-востоку (NNE) от столицы страны Нджамены.

## Население
По данным официальной переписи 2009 года численность населения Турбы составляла 28 398 человек (14 436 мужчин и 13 962 женщины). Население супрефектуры по возрастному диапазону распределилось следующим образом: 50,5 % — жители младше 15 лет, 44 % — между 15 и 59 годами и 5,5 % — в возрасте 60 лет и старше.

## Транспорт
Ближайший аэропорт расположен в Нджамене.